# 缺氧誘導因子
缺氧誘導因子（Hypoxia-inducible factors，HIFs）是一種在細胞環境中的轉錄因子，因氧含量而產生不同反應的，主要是在氧氣減少或缺氧
的情況下活化。

## 結構
大部分需要氧氣呼吸的物種，都擁有保守序列HIF-1。其轉錄都有嚴格的調控機制。HIF-1是由一個α亞基和一個β亞基組成的異源蛋白二聚體，而β亞基是一種芳香烃受体核转位子（ARNT） 。 HIF-1屬於鹼性螺旋-環-螺旋（bHLH）家族中的PER-ARNT-SIM（PAS）亞家族。 α亞基和β亞基的結構類似，且都包含下列結構域：
- N-末端 - 一個bHLH結構域，能和DNA結合。
- 中間區域 - Per-ARNT-Sim (PAS)結構域，有利於形成異源蛋白二聚體。
- C-末端 - 一個能與转录辅调节因子（英语：Transcription coregulator）結合的蛋白質，促使轉錄共調節。

| 缺氧誘導因子-1                                                                                            | 缺氧誘導因子-1       |
| --- | -------------------- |
| HIF-1a-pVHL-ElonginB-ElonginC 複合體 的結構之一。                                                         |                      |
| 鑑定 |                      |
| 標誌 | HIF-1                |
| Pfam | PF11413（旧版）      |
| 現有可用的蛋白結構： Pfam 結構 （ 旧版 ） / ECOD PDB RCSB PDB ; PDBe ; PDBj PDBsum  結構概要 |                      |
| 現有可用的蛋白結構：                                                                                      |                      |
| Pfam | 結構（旧版） / ECOD  |
| PDB | RCSB PDB; PDBe; PDBj |
| PDBsum | 結構概要             |

| 現有可用的蛋白結構： | 現有可用的蛋白結構： |
| -------------------- | -------------------- |
| Pfam                 | 結構（旧版） / ECOD  |
| PDB                  | RCSB PDB; PDBe; PDBj |
| PDBsum               | 結構概要             |

| HIF-1α的C末端激活域 | HIF-1α的C末端激活域    |
| --- | ---------------------- |
| 缺氧誘導因子-1,α亞基 的結構之一 . |                        |
| 鑑定 |                        |
| 標誌 | HIF-1a_CTAD            |
| Pfam | PF08778（旧版）        |
| InterPro | IPR014887              |
| SCOP | 1l3e / SUPFAM          |
| 現有可用的蛋白結構： Pfam 結構 （ 旧版 ） / ECOD PDB RCSB PDB ; PDBe ; PDBj PDBsum  結構概要 PDB 1h2k , 1h2l , 1l3e , 1l8c |                        |
| 現有可用的蛋白結構： |                        |
| Pfam | 結構（旧版） / ECOD    |
| PDB | RCSB PDB; PDBe; PDBj   |
| PDBsum | 結構概要               |
| PDB | 1h2k, 1h2l, 1l3e, 1l8c |

| 現有可用的蛋白結構： | 現有可用的蛋白結構：   |
| -------------------- | ---------------------- |
| Pfam                 | 結構（旧版） / ECOD    |
| PDB                  | RCSB PDB; PDBe; PDBj   |
| PDBsum               | 結構概要               |
| PDB                  | 1h2k, 1h2l, 1l3e, 1l8c |

## 成員
下列為人類的 HIF 家族:
| 成員   | 基因   | 蛋白                 |
| ------ | ------ | -------------------- |
| HIF-1α | HIF1A  | 缺氧誘導因子-1,α亞基 |
| HIF-1β | HIF-1β | 芳香烴受體核轉       |
| HIF-2α | EPAS1  | 内皮PAS域蛋白-1      |
| HIF-2β | ARNT2  | 芳基烴受體核轉-2     |
| HIF-3α | HIF3A  | 缺氧誘導因子-3,α亞基 |
| HIF-3β | ARNTL  | 芳基烴受體核轉-3     |

## 作用
在細胞中，HIF信號級聯反應會受到缺氧狀態的影響。在缺氧狀態下，通常會讓細胞持續的細胞分化。然而，缺氧狀態促進了血管新生，對於胚胎中的血管系統與癌症腫瘤來說非常重要。 傷口處的缺氧狀態，也促進了角質細胞的移動與上皮組織的修護。
在普遍情況下，HIF是發育的重要關鍵。在哺乳動物中，若缺少了HIF-1的基因，將導致胎兒死亡。HIF-1已經被證實，對於軟骨細胞的存亡有重大的影響，他能使軟骨細胞適應在骨骼間生長板的缺氧環境。缺氧誘導因子在人類的代謝調節中，屬於一個核心角色。

## 機制
HIF中α亞基上的脯氨酸殘會透過HIF脯氨酰羥化酶羥基化，而使其能被 VHL E3泛素連接酶辨識並泛素化，之後透過蛋白酶體使其被快速降解。這只會發生在含氧量正常的條件。但在缺氧條件下，HIF脯氨酰羥化酶會被抑制，因為它利用氧作為輔助基質。
在琥珀酸去氫酶複合物中，電子轉移的抑制是因為SDHB或SDHD基因的突變，其會導致琥珀的積聚，進而抑制HIF脯氨酰羥化酶的活性，穩定HIF-1,α，這被稱為偽組織缺氧。
HIF-1，當持續在缺氧條件下，正向調節多種基因以能再低含氧量的情況下生存。 HIF-1能調節的酵素包括糖解作用酶，使其能以不耗氧的方式合成三磷酸腺苷；還有血管內皮生長因子（VEGF），能促進血管新生。HIF-1的觸發，是藉由HIF-反應元件（HREs）結合到了啟動子上的NCGTG序列。
已有實驗證明，肌A激酶錨定蛋白（mAKAP）組成的E3泛素連接酶能作用於HIF-1，影響其穩定性與定位，使其移動至細胞核中。 當 mAKAP 耗盡或因其他因素干擾 mAKAP 定位在細胞核(心肌細胞)周圍區域時，會影響了HIF的穩定性，與其他和缺氧相關基因的轉錄活性。因此，將對氧氣敏感的信號物件“區域化”，可能影響缺氧時反應的進行。
在過去，與缺氧環境下HIF的調控機制資訊相較而言，含氧量正常時透過NF-κB介入的HIF調控機制和功能訊，尚處於不明確的狀況。同樣的，HIF-1α亞基的穩定性，在非缺氧環境下，其運作機制也是未知的。但近期指出，NF-κB（NF-κB）是HIF-1α在正常含氧量下的直接調節因子。以小干擾RNA作用在NF-κB上發現到，其會影響HIF-1α mRNA 的表現程度，因此證實了NF-κB能HIF-1α的表現。最後，當進行腫瘤壞死因子-α(TNAα)治療時，NF-κB被大量誘導表現，HIF-1α表現程度也受到影響。HIF-1和HIF-2具有不同的生理作用。HIF-2用於調節成人體內的紅血球生成素。

## 發現與獲獎
英國分子生物學家彼得·拉特克利夫研究觀察到，缺氧會使紅血球生成素增加，美國醫學家格雷格·塞门扎則發現缺氧誘導因子，並進一步研究發表HIF由HIF-1α亞基與ARNT這兩部分組成。美國癌症學家威廉·凯林又發現VHL蛋白質在氧氣充足時會把HIF-1破壞，但缺氧會讓VHL功能不彰，導致HIF-1、紅血球生成素等都增加，促進血管新生，為缺氧環境帶來更多氧氣。這三位學者各自發現的蛋白質，在動物缺氧的環境中，上游、中游和下游的蛋白質會「一條鞭」式地反應，讓動物細胞適應缺氧，這對心臟和腦部等高耗氧器官，是很重要的生理機制功能。這些發現更可應用在癌症治療，因為癌症腫瘤就是生長在缺氧環境中。因「發現細胞感知和適應氧氣供應的機制」的研究成果使彼得·拉特克利夫、格雷格·塞门扎和威廉·凯林三位科學家於2019年獲得諾貝爾生醫獎。

## 治療相關

### 貧血
最近，多種作用為選擇性的HIF脯氨酰羥化酶的抑制劑已經被開發了。 其中最引人注目的包括FibroGen公司的化合物FG-2216和FG-4592，是兩個以口服方式治療[貧血]的藥物。藉由抑制HIF脯氨酰羥化酶，使HIF-2α在腎的穩定性增加，這導致紅血球生成素的生產的。這兩種藥物對II期臨床試驗已經成功了，但這些都在2007年5月暫停了，因為有試驗參發生暴發性肝炎死亡。不過，目前還不清楚肝炎死亡是否是由FG-2216所引起的。在2008年年初，因美國FDA的審查和批准，解除臨床試驗的暫停。 

### 炎症和癌症
在其它情況中，並接續上面的治療主題。最近的研究表明，在常氧狀態下誘導HIF表現，可能造成含有慢性炎性成分的疾病。且已經表明，慢性炎症是自我延續的，並且是因為微環境的異常，而導致轉錄因子被異常活化的結果。發生在細胞中，生長因子、趨化因子、細胞因子和活性氧平衡的改變，反過提供生長的需要，造成癌症發生與轉移。 最近發表的研究結果包含了許多病症，其中有NF-κB和HIF-1的失調，也有類風濕關節炎和癌症。因此，了解NF-κB和HIF兩著之間的關係，將大大提高藥物開發的發展。
HIF的活性涉及到了血管新生，也造成腫瘤的生長，所以HIF的抑制劑，如異硫氰酸苯乙酯（Phenethyl isothiocyanate）和吖啶黃正在接受抗癌作用的測試。

### 神經內科
研究指出，在老鼠身上使用HIF脯氨酰羥化酶抑制劑，增強海馬體記憶，也增加了紅血球生成素的表現。

## 外部連結
- 醫學主題詞表（MeSH）：Hypoxia-Inducible+Factor+1（英文）